# 2119 Schwall
2119 Schwall là một tiểu hành tinh vành đai chính. Nó được phát hiện bởi Max Wolf và Mario A. Ferrero ngày 30 tháng 8 năm 1930. Tên ban đầu của nó là 1930 QG. Nó được đặt theo tên August Schwall, an observatory staff member.